# Emil-Benediktoff Hirschfeld
Pour les articles homonymes, voir Hirschfeld.
Emil-Benediktoff Hirschfeld est un peintre russe, né le 18 avril 1867 à Odessa (Ukraine), décédé le 15 septembre 1922 à Concarneau (France).

## Biographie
Emil-Benediktoff Hirschfeld, après un court séjour à Munich, est à Paris à la fin de la décennie 1880 l'élève de William Bougereau et fréquente l'académie Julian. Il expose au début de la décennie 1890 ses premiers tableaux comme L'automne des braves au salon de la Société nationale des Beaux-Arts de 1892, mais il se rend pour la première fois en Bretagne dès 1891 et séjourne en permanence à Concarneau par la suite jusqu'à sa mort.

« Dans les premiers temps de son installation à Concarneau, Hirschfeld vécut chez l'habitant, en prenant pension à l'Hôtel de France, avenue de la Gare, où se côtoyaient les peintres et où avait élu domicile l'américain Charles Fromuth. Hirschfeld se lia plus spécialement aux deux "piliers" du groupe pictural concarnois, Théophile Deyrolle, qu'il représenta Sur le banc d'huîtres (collection particulière) et Alfred Guillou. En 1904 semble-t-il arrivait dans cette petite colonie la viennoise Emmy Leuze (...). Hirschfeld épousa à Vienne, l'année suivante, sa consœur. Ils vécurent à Ker Loar (...). »

On connaît de lui des compositions pour le magazine Cocorico.

## Œuvres
La liste ci-après est très incomplète :
- La Cinquantaine, les noces d'or (huile sur toile, 1893, musée des beaux-arts de Quimper)
- Concarneau, ville close (huile sur toile, collection particulière)
- Ville close (huile sur toile, collection particulière)
- Bateaux au mouillage (huile sur toile, collection particulière)
- Usine (huile sur toile, collection particulière)
- Roulotte (huile sur toile, collection particulière)
- Vagues (huile sur toile, collection particulière)
- Marine (huile sur toile, collection particulière)
- Thoniers sous voiles à quai, chaloupes[6]
- Emmy Hirschfeld[7]
- Lever de soleil sur le Rouz[8]
- Les Effets de lune à marée basse (1905)[9]
- La Bénédiction d'un bateau à Concarneau
- Voiliers le soir (Concarneau, collection municipale)
- Thoniers à contre-jour (1923)
- Le Port de Concarneau[10]